# 台中市公車79路
台中市公車79路目前行駛自建國南文心南路口到中科管理局(中科路) ，主要行駛於忠明南路，為第一期高潛力公車紅線。

## 歷史
- 2002年8月1日：本線通車，由統聯客運營運。本線原為第一期高潛力公車紅線。
- 2003年8月1日：調整部分行駛路段，原行駛朝富路、市政北二路、河南路、市政北六路、惠民路、河南路，改為行駛環中路、西屯路、黎明路、福星北路、福星路、河南路接青海路原路線。
  - 原「老虎城」及「中港路口」兩站位取消。
- 2004年1月1日：高潛力公車路線給予二位數新編號，紅線改為台中市公車79路。
- 2005年7月1日：原朝馬轉運站之端點，延駛至統聯轉運站，路線名稱變更為（統聯轉運站－大慶車站）。
- 2012年10月20日：裁撤「樹義里」站。增停「復興大慶街口」站。
- 2013年10月24日：增加停靠「漢翔公司」。
- 2014年2月17日：「玩具反斗城」站位更名為「青海文心路口」。
- 2014年4月8日：因應「臺中都會區鐵路高架捷運化計畫CCL331-松竹至大慶段鐵路高架工程」之「文心陸橋拆除」，103年4月8日起至10日每日8時起至19時之班次配合建國南路上方橋樑結構拆除作業封閉建國南路與文心南路口，期間公車改道復興北路，並增設「大慶活動中心」(同58路站位)、「東興復興北路口」(同58路站位)臨時站，原大慶火車站(大慶街)發車班次改由大慶活動中心發車。[2]
- 2014年4月30日：「漢翔公司」站更名為「漢翔公司（星享道）」。
- 2014年7月28日：增設「福科福裕路口」站。
- 2015年4月17日：增停「黎明福科路口」。
- 2015年4月30日：「宜寧中學」更名為「宜寧中學（復興路）」。
- 2015年8月15日：增停「福安福順路口」。
- 2017年4月1日：「宜寧中學（復興路）」更名為「復興南平路口」。
- 2018年8月30日：原「統聯轉運站」端點延駛至「中科管理局(中科路)」，並調整發車時刻。來回程增停「	中港新城（臺灣大道）」，「中港澄清醫院（臺灣大道）」，「福林福順路口」，「福科國中(福林路)」，「國安一福林路口」，「新杜拜社區」，「國安國小」，「中科站」，「東大科園路口(格網中心)」，「中科友達」，中科管理局(中科路)。往中科管理局(中科路)方向取消「福科福裕路口」，「福科安和路口」，「福安福順路口」。
- 2021年9月30日：「和平國小」更名為「和平國小(復興路)」。
- 2022年3月16日：「建國南德富路口」更名為「建國南文心南路口」。
- 2022年9月1日 - 2022年10月13日：因配合養護工程處辦理「台中市西區忠明南路改善工程」，將會陸續取消停靠「大勇國小」至「忠明南精誠七街口」站牌。

## 路線基本資料
單程行車里數約14.8公里，單程行車時間約80分。往建國南文心南路口49站，往中科管理局(中科路) 47站。
往建國南文心南路口自中科管理局(中科路)起，沿科雅西路、科雅一路、科雅路、科園路、東大路、國安一路、福林路、臺灣大道、黎明路、福星北路、福星路、河南路、青海路、漢口路、臺灣大道、忠明南路、復興路、大慶街、建國南路到建國南文心南路口。往中科管理局(中科路)站自建國南文心南路口起，沿建國南路、東興路一段、復興路、忠明南路、臺灣大道、漢口路、青海路、河南路、福星路、福星北路、黎明路、臺灣大道、福林路、國安一路、東大路、科園路、科雅路、中科路到中科管理局(中科路)。

### 時刻表
- 時刻表僅供參考，時刻表更新日期為2025年3月7日。

| 台中市公車79路平/假日時刻列表 | 台中市公車79路平/假日時刻列表 | 台中市公車79路平/假日時刻列表 | 台中市公車79路平/假日時刻列表 |
| ----------------------------- | ----------------------------- | ----------------------------- | ----------------------------- |
| 中科管理局(中科路)開時刻      | 中科管理局(中科路)開備註      | 建國南文心南路口開時刻        | 建國南文心南路口開備註        |
| 05:30                         | -                             | 06:05                         | -                             |
| 06:20                         | -                             | 06:25                         | -                             |
| 06:50                         | -                             | 06:50                         | -                             |
| 07:40                         | -                             | 07:40                         | -                             |
| 08:05                         | -                             | 08:30                         | -                             |
| 08:25                         | -                             | 09:25                         | -                             |
| 09:10                         | -                             | 09:50                         | -                             |
| 10:05                         | -                             | 10:10                         | -                             |
| 11:00                         | -                             | 10:40                         | -                             |
| 12:10                         | -                             | 11:40                         | -                             |
| 12:30                         | -                             | 12:30                         | -                             |
| 12:50                         | -                             | 13:45                         | -                             |
| 13:10                         | -                             | 14:05                         | -                             |
| 14:10                         | -                             | 14:25                         | -                             |
| 15:00                         | -                             | 15:00                         | -                             |
| 15:20                         | -                             | 15:20                         | -                             |
| 15:40                         | -                             | 16:10                         | -                             |
| 16:00                         | -                             | 16:40                         | -                             |
| 16:30                         | -                             | 17:05                         | -                             |
| 17:05                         | -                             | 17:30                         | -                             |
| 18:10                         | -                             | 18:30                         | -                             |
| 20:20                         | -                             | 20:20                         | -                             |
| 22:00                         | -                             | 22:00                         | -                             |

### 收費
- 依里程計費；刷電子票證10公里免費。
- 里程計費說明：
  - 基本里程：8公里。
  - 基本里程票價全票20元、半票11元。
  - 超過基本里程（8公里）計費方式：
    - 全票=[2.431 x 搭乘里程數x (1+5%營業稅)] （四捨五入）
    - 半票=[2.431 x 搭乘里程數x (1+5%營業稅)] x 50% （四捨五入）

  - 兒童、老人、身心障礙者及其陪伴者依規定半票收費。

### 停站
參見右側路線圖